# Armistice entre la Roumanie et les Alliés
L’armistice entre la Roumanie et les Alliés de la Seconde Guerre mondiale est signé à Moscou le 12 septembre 1944. 

## Contexte
Le roi Michel Ier de Roumanie le demande dès le 23 août 1944, à la suite du coup d'État renversant le gouvernement favorable à l'Axe. 

## Conditions
Par ce traité, Bucarest autorise notamment l'Union soviétique à occuper son territoire.